# Anatoli Lokachtchouk
Anatoli Lokachtchouk Ivashko (Ucrania, 1952 - México, 12 de diciembre de 2023) fue un artista circense ucraniano que tuvo sus orígenes en el circo soviético. Desde 1997 dirigió el Escuadrón Jitomate Bola, que se convirtió, bajo su dirección, en un referente de la técnica clown en México, así como el malabarismo y la acrobacia, entre otras disciplinas circenses.
Tuvo una trayectoria de más de 30 años de carrera.[¿cuántos?] Con alumnos en todo el mundo, se convirtió en el principal motor del clown en México. Fue maestro en la Escuela Nacional de Teatro, como parte de la Academia de Movimiento. Estudió en la Escuela de Circo de Moscú como artista de circo y director de escena. También estudió en el Instituto Estatal de Artes Teatrales de Moscú, en la Facultad de Dirección Escénica de Artes del Circo como regisseur de artes circenses. Fue un artista reconocido del Circo Soviético. Viajó por toda la Unión Soviética e hizo giras por Europa, Centro y Sudamérica.
Ganó diversos premios, como el Concurso Nacional de Artistas del Circo Soviético. Recibió el nombramiento de Artista Laureado del Ministerio de Cultura soviético por sus aportaciones al circo. Desde 1991 vivió en México, impartiendo clases en la Escuela Nacional de Arte Teatral del Instituto Nacional de Bellas Artes, y seminarios en diversos centros de estudios y encuentros nacionales e internacionales. Desde 1997 dirigió el Escuadrón Jitomate Bola.
En 2013, recibió un homenaje de parte de sus alumnos y exalumnos, como parte del Primer Encuentro Internacional de Clown de la Ciudad de México, organizado por el Centro Cultural Helénico.
Es considerado como la figura que formó a la mayoría de los mejores artistas circenses mexicanos: